# Логичко НИЛИ
У Буловој логици, логичко НИЛИ је логички оператор чији је резултат негација логичког ИЛИ (дисјункција), односно резултат је тачан само ако су оба исказа нетачна.
НИЛИ оператор је такође познат као Вебов оператор и Пирсова стрела, именован по Чарлсу Пирсу, који је показао да се било која логички операција може изразити у логичко НИЛИ.

## Дефиниција
НИЛИ оператор је логичка операција над два операнда, који даје вредност тачан само ако су оба операнда нетачна. Другачије речено, резултат је нетачан ако и само ако је један од операнда тачан.

### Табела истинитости
Табела истинитости за A НИЛИ B (такође се пише као A ↓ B):
| УЛАЗ | УЛАЗ | ИЗЛАЗ |
|      |      | НИЛИ  |
| 0    | 0    | 1     |
| 0    | 1    | 0     |
| 1    | 0    | 0     |
| 1    | 1    | 0     |

## Својства
Логичко НИЛИ нема ни једно од пет својства (очување тачности, очување нетачности, линеарност, монотоност, самодвојност) потребна за издвајање најмање једног члана скупа оператора функционалне потпуности.

## Еквиваленти
НИЛИ оператор може да се изрази у било коју логичку операцију:
| "НЕ p" је еквивалентно " НИЛИ "                                         | {\displaystyle \lnot p\equiv {\overline {p\lor p}}}                                                                                                |
| "p И q" је еквивалентно "( НИЛИ ) НИЛИ ( НИЛИ )"                         | {\displaystyle p\land q\equiv {\overline {{\overline {(p\lor p)}}\lor {\overline {(q\lor q)}}}}}                                                   |
| "p ИЛИ q" је еквивалентно "( НИЛИ ) НИЛИ ( НИЛИ )"                       | {\displaystyle p\lor q\equiv {\overline {{\overline {(p\lor q)}}\lor {\overline {(p\lor q)}}}}}                                                    |
| "p имплицира q" је еквивалентно "((p НИЛИ ) НИЛИ q) НИЛИ ((p НИЛИ ) НИЛИ )" | {\displaystyle p\rightarrow q\equiv {\overline {{\overline {({\overline {(p\lor p)}}\lor q)}}\lor {\overline {({\overline {(p\lor p)}}\lor q)}}}}} |

Логичко НИ оператор такође има могућност да изрази све могуће логичке операције.
Рачунар коришћен у летелици која је прва однела људе на месец, Apollo Guidance Computer, је конструисан коришћењем НИЛИ врата са три улаза.